# Ci vuole un fiore
Ci vuole un fiore è l'undicesimo album di Sergio Endrigo, pubblicato nell'ottobre 1974.

## Il disco
I brani sono scritti tutti da Gianni Rodari per il testo e da Sergio Endrigo e Luis Bacalov per la musica; Bacalov si occupa anche della direzione dell'orchestra.
L'immagine di copertina ritrae una composizione di oggetti comuni, disposti in modo da raffigurare un volto.
La copertina è apribile e contiene un libretto di dodici pagine recanti i testi delle canzoni e una nota di presentazione al disco non firmata, con alcuni crediti. Le pagine con i testi dispongono di ampi spazi in bianco pensati per la creazione di disegni e/o testi ispirati alle canzoni stesse, da spedire quindi a un concorso per le scuole, indetto dal settimanale Corriere dei Piccoli, con regolamento riportato sempre all'interno della copertina.
All'inizio della canzone "Le parole", prima dell'inizio della canzone, si sente una voce femminile che parla a velocità via via crescente, simulando un malfunzionamento dell'apparecchio stereofonico.

## Tracce
Lato A
1. Ci vuole un fiore – 3:37 (testo: Gianni Rodari – musica: Luis Bacalov, Sergio Endrigo; edizioni musicali Jubal, Noah's Ark)
2. Un signore di Scandicci – 2:55 (testo: Gianni Rodari – musica: Luis Bacalov, Sergio Endrigo; edizioni musicali Jubal, Noah's Ark)
3. Napoleone – 4:05 (testo: Gianni Rodari – musica: Luis Bacalov, Sergio Endrigo; edizioni musicali Jubal, Noah's Ark)
4. Zucca pelata – 2:35 (testo: Gianni Rodari – musica: Luis Bacalov, Sergio Endrigo; edizioni musicali Jubal, Noah's Ark)

Lato B
1. Mi ha fatto la mia mamma – 2:38 (testo: Gianni Rodari – musica: Luis Bacalov, Sergio Endrigo; edizioni musicali Jubal, Noah's Ark)
2. Ho visto un prato – 2:45 (testo: Gianni Rodari – musica: Luis Bacalov, Sergio Endrigo; edizioni musicali Jubal, Noah's Ark)
3. Le parole – 2:35 (testo: Gianni Rodari – musica: Luis Bacalov, Sergio Endrigo; edizioni musicali Jubal, Noah's Ark)
4. Il bambino di gesso – 2:00 (testo: Gianni Rodari – musica: Luis Bacalov, Sergio Endrigo; edizioni musicali Jubal, Noah's Ark)
5. Non piangere – 3:00 (testo: Gianni Rodari – musica: Luis Bacalov, Sergio Endrigo; edizioni musicali Jubal, Noah's Ark)